# Horisme minor
Horisme minor är en fjärilsart som beskrevs av Rezbanyai 1978. Horisme minor ingår i släktet Horisme och familjen mätare. Inga underarter finns listade i Catalogue of Life.